# Federación Europea de Vela
La Federación Europea de Vela (en inglés, European Sailing Federation, EUROSAF) es la organización que se dedica a regular las normas del deporte de vela a nivel europeo así como de supervisar y organizar regatas continentales. Es una de las cinco organizaciones continentales que conforman la World Sailing (ex ISAF)
La EUROSAF fue fundada el 29 de marzo de 1998 en Roma por representantes de 23 federaciones nacionales europeas.
Tiene su sede oficial en Suiza y la secretaría General en Viena (Austria) y cuenta, en 2017, con la afiliación de 51 federaciones nacionales. El presidente actual (2017) es Josep M.Pla de Andorra .

## Eventos
La EUROSAF organiza anualmente las siguientes competiciones:
- Campeonato Europeo de Match Racing (Europeans Match Racing)
- Campeonato Europeo Juvenil (European Youth Sailing)
- Campeonato de Europa por equipos de barcos con quilla (EUROSAF 2K Club Championship of Europe)
- Campeonato Europeo de Vela Adaptada (Disable European Championship)
- Copa de Campeones de la EUROSAF (Eurosaf Champions Sailing Cup)

## Organización

### Presidentes
| N.º | Periodo     | Nombre             | País    |
| --- | ----------- | ------------------ | ------- |
| 1   | 1998 – 2002 | Bernhard Stegmeier | Suiza   |
| 2   | 2002 – 2004 | Arturo Delgado     | España  |
| 3   | 2004 – 2012 | György Wossala     | Hungría |
| 4   | 2012 - 2016 | Marco Predieri     | Italia  |
| 5   | 2017 -      | Josep M. Pla       | Andorra |

### Estados miembros
En 2008 la EUROSAF cuenta con la afiliación de 45 federaciones nacionales de Europa.
| N.º | País                | Federación                           | Página web                                                                                        |
| --- | ------------------- | ------------------------------------ | ------------------------------------------------------------------------------------------------- |
| 1   | Alemania            | Deutscher Segler-Verband             |                                                                                                   |
| 2   | Andorra             | Federació Andorrana de Vela          |                                                                                                   |
| 3   | Armenia             | Armenian Sailing Federation          |                                                                                                   |
| 4   | Austria             | Österreichische Segel-Verband        |                                                                                                   |
| 5   | Bielorrusia         | Belarus Sailing Federation           |                                                                                                   |
| 6   | Bélgica             | Fédération Royale Belge du Yachting  |                                                                                                   |
| 7   | Bulgaria            | Bulgarian Sailing Federation         |                                                                                                   |
| 8   | Croacia             | Hrvatski jedriličarski savez         |                                                                                                   |
| 9   | Chipre              | Cyprus Sailing Association           |                                                                                                   |
| 10  | Dinamarca           | Dansk Sejlunion                      |                                                                                                   |
| 11  | Eslovaquia          | Slovenský zväz jachtingu             |                                                                                                   |
| 12  | Eslovenia           | Jadralna zveza Slovenije             |                                                                                                   |
| 13  | España              | Real Federación Española de Vela     |                                                                                                   |
| 14  | Estonia             | Estonia Yachting Union               |                                                                                                   |
| 15  | Finlandia           | Suomen Purjehtijaliito               | (enlace roto disponible en Internet Archive; véase el historial, la primera versión y la última). |
| 16  | Francia             | Fédération Française de Voile        |                                                                                                   |
| 17  | Georgia             | Georgian Sailing Federation          |                                                                                                   |
| 18  | Grecia              | Hellenic Sailing Federation          |                                                                                                   |
| 19  | Hungría             | Magyar Vitorlás Szövetség            | Archivado el 30 de abril de 2008 en Wayback Machine.                                              |
| 20  | Irlanda             | Irish Sailing Association            |                                                                                                   |
| 21  | Islandia            | Icelandic Sailing Association        |                                                                                                   |
| 22  | Israel              | Israel Yachting Association          |                                                                                                   |
| 23  | Italia              | Federazione Italiana Vela            |                                                                                                   |
| 24  | Kosovo              |                                      |                                                                                                   |
| 25  | Letonia             | Latvian Yachting Union               |                                                                                                   |
| 26  | Liechtenstein       | Sailing Association of Liechtenstein |                                                                                                   |
| 27  | Lituania            | Lietuvos buriuotojų sąjunga          |                                                                                                   |
| 28  | Luxemburgo          | Fédération Luxembourgeoise de Voile  |                                                                                                   |
| 29  | Macedonia del Norte | Macedonia Sailing Association        |                                                                                                   |
| 30  | Malta               | Malta Sailing Federation             |                                                                                                   |
| 31  | Moldavia            | Moldovian Yachting Federation        |                                                                                                   |
| 32  | Mónaco              | Yacht Club de Monaco                 |                                                                                                   |
| 33  | Noruega             | Norges Seilforbund                   |                                                                                                   |
| 34  | Países Bajos        | Nederlandse Watersportverbond        |                                                                                                   |
| 35  | Polonia             | Polski Związek Żeglarski             |                                                                                                   |
| 36  | Portugal            | Federação Portuguesa de Vela         |                                                                                                   |
| 37  | Reino Unido         | Royal Yachting Association           |                                                                                                   |
| 38  | República Checa     | Český Svaz Jachtingu                 |                                                                                                   |
| 39  | Rumania             | Federaţia Română de Yachting         |                                                                                                   |
| 40  | Rusia               | Russian Yachting Federation          |                                                                                                   |
| 41  | San Marino          | Federazione Sammerinese de Vela      |                                                                                                   |
| 42  | Serbia              | Serbian Sailing Assaociation         |                                                                                                   |
| 43  | Suecia              | Svenska Seglarförbundet              |                                                                                                   |
| 44  | Suiza               | Swiss Sailing                        |                                                                                                   |
| 45  | Turquía             | Turkish Sailing Federation           |                                                                                                   |
| 46  | Ucrania             | Sailing Federation of Ukraine        |                                                                                                   |